# Старицьківська сільська рада
Старицьківська сільська рада — колишній орган місцевого самоврядування у Машівському районі Полтавської області з центром у .

## Населені пункти
Сільраді були підпорядковані населені пункти:
- c. Старицьківка
- с. Зоря
- с. Олексіївка
- с. Рубанівка
- с. Сонячне